# El viaje de la vida (Thomas Cole)

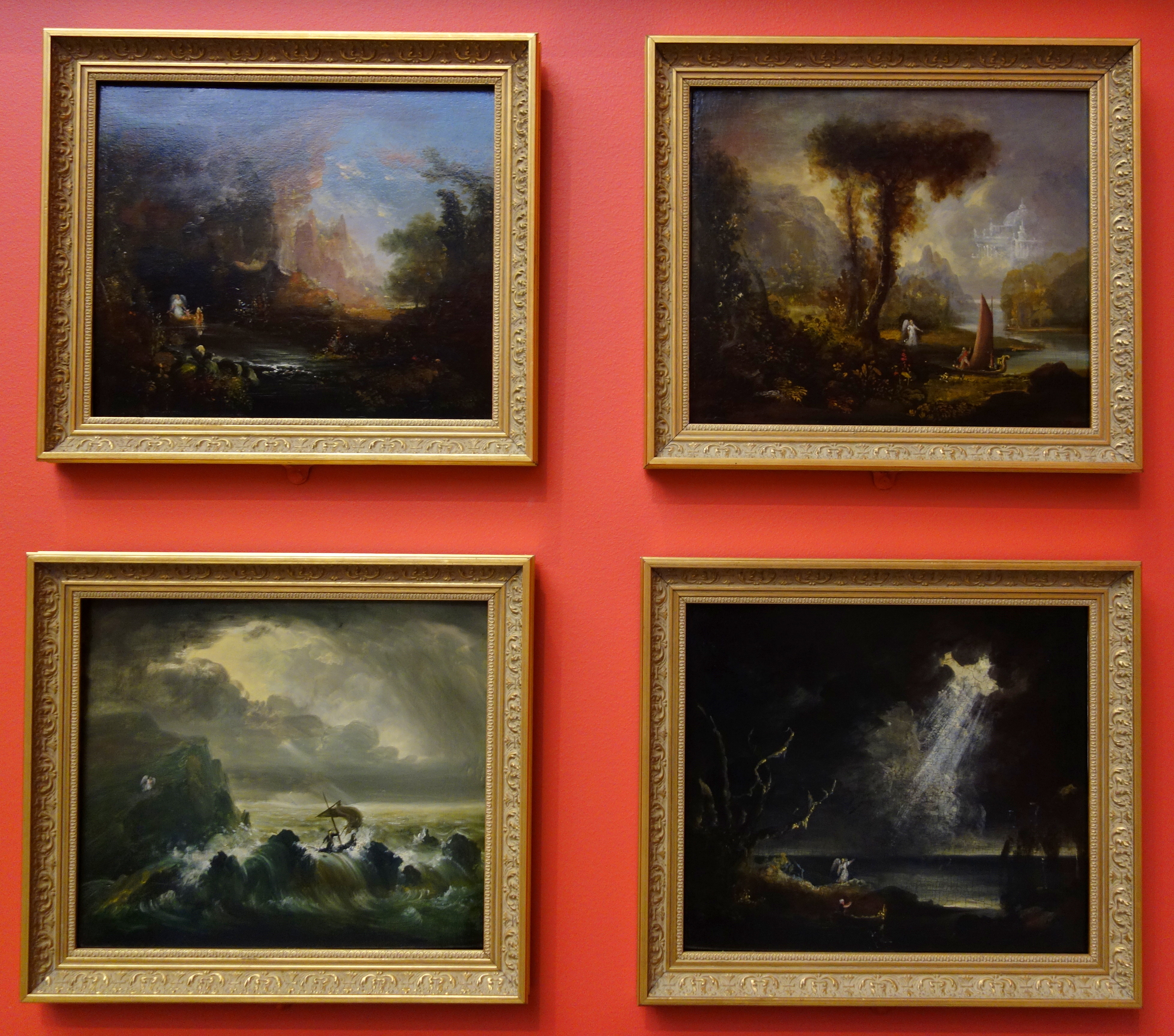
Cuatro bocetos de El viaje de la vida, conservados en el Albany Institute of History and Art, Albany

El viaje de la vida (en inglés: The Voyage of Life) es una serie de cuatro cuadros realizados por el pintor Thomas Cole. Datan de 1842 y se encuentran en la Galería Nacional de Arte, en Washington D. C., en el Fondo Alisa Mellon Bruce, con los números de inventario 1971.16.1, 1971.16.2, 1971.16.3 y 1971.16.4. Los cuatro cuadros representan el ciclo de la vida humana: infancia, juventud, madurez y vejez, en forma de un viajero que surca en barca un río (la Vida) guiado por un ángel custodio.

## El autor

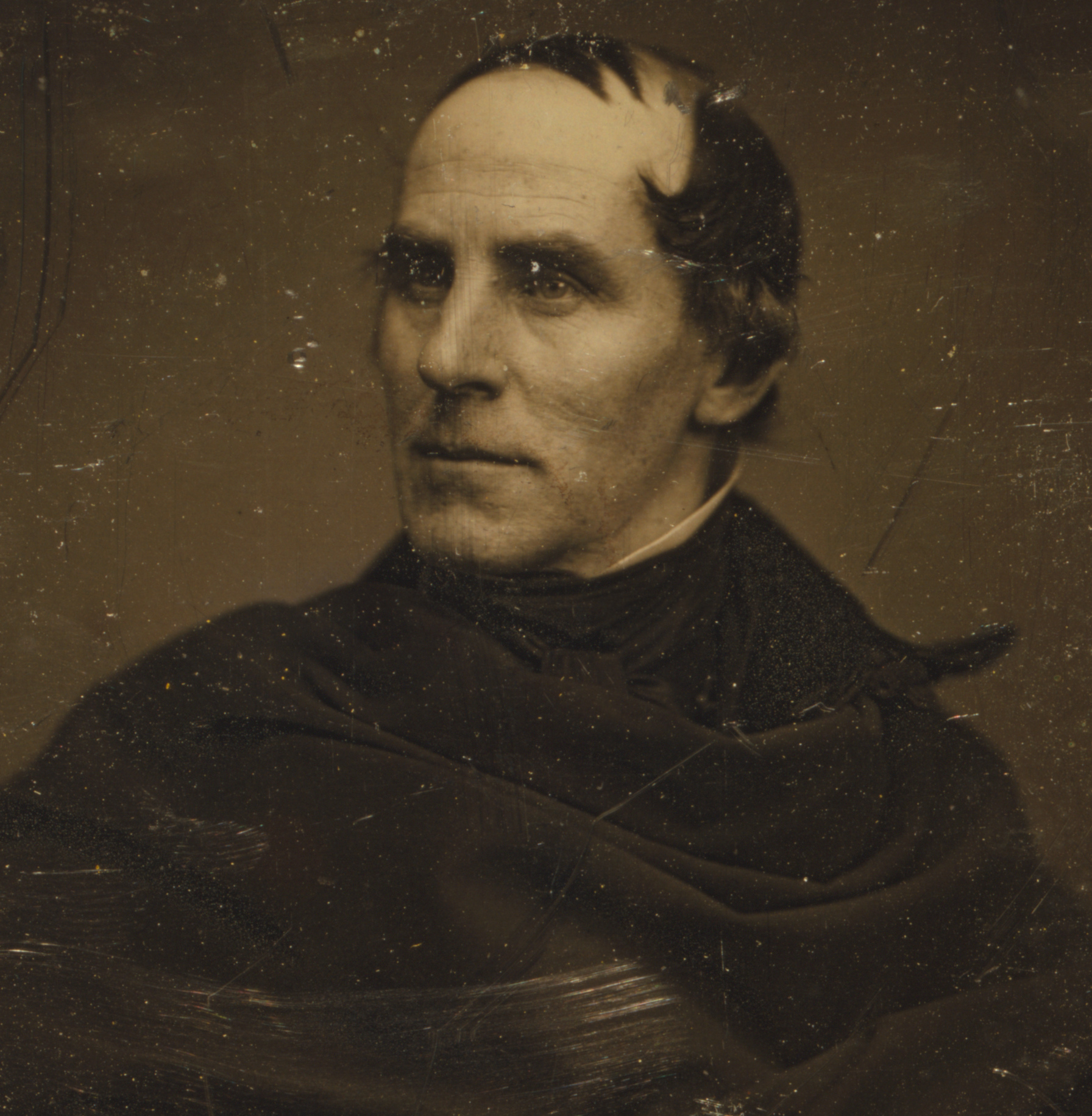
Thomas Cole

Thomas Cole (1801-1848) fue un pintor estadounidense de origen británico, fundador de la Escuela del río Hudson. Comenzó su carrera artística como xilógrafo. En 1819 emigró a Estados Unidos con sus padres y continuó trabajando como grabador. En 1823 comenzó a estudiar en la Academia de Bellas Artes de Pennsylvania en Filadelfia. Dos años después se trasladó a Catskill, en el estado de Nueva York, sobre el río Hudson. Pronto adquirió fama por sus paisajes de tono alegórico y romántico, que están considerados como las primeras pinturas paisajísticas importantes de su país. Se centró en los paisajes de la ribera del río Hudson, así como en las montañas de Catskill y las Montañas Blancas de New Hampshire.
Entre 1829 y 1832 y 1841 y 1842 viajó por Europa, donde estudió el arte europeo y recibió la influencia de los pintores ingleses Joseph Mallord William Turner y John Martin. Fue en este viaje donde comenzó sus obras de sentido histórico o alegórico, como sus series El curso del imperio (1836, New York Historical Society) y  El viaje de la vida (1842, Munson-William-Proctor Institute, Utica).
Debido a su fama, atrajo a un grupo de paisajistas estadounidenses que luego llegarían a ser conocidos como la Escuela del río Hudson: Asher Brown Durand, Albert Bierstadt, Frederic Edwin Church, Jasper Francis Cropsey, etc. Esta escuela se dedicó a la exaltación del paisaje americano, al que identificaban como el nuevo Edén, con predilección por una naturaleza salvaje y grandilocuente, a menudo con efectos lumínicos y atmosféricos de carácter dramático.

## Historia
Cole había efectuado ya una serie de cuadros en 1836 conservados en la New York Historical Society, El curso del imperio, donde presentaba la evolución histórica de un imperio anónimo, dividido en cinco etapas: El estado salvaje, El estado arcádico o pastoral, La consumación del imperio, Destrucción y Desolación. En 1840 realizó otra serie sobre El viaje de la vida, que se conserva en el Munson-Williams-Proctor Arts Institute de Utica (Nueva York). Los cuadros conservados en la Galería Nacional de Arte de Washington D. C. son una segunda copia de la serie, que realizó en 1842.
Cole tenía en mente esta serie de cuadros alegóricos ya en 1836, fecha en que apuntó en su cuaderno de notas su intención de realizar una «alegoría de la vida humana, una serie». En 1839 recibió el encargo para su elaboración de parte del banquero Samuel Ward. Este trabajo supuso su consagración como artista maduro y representó su principal empresa como pintor.
En consonancia con el comitente, Cole desarrolló un conjunto de imágenes de inspiración religiosa pero de mensaje sencillo y directo, moralizante pero sin grandilocuencia. Para su contenido Cole se basó en la alegoría bíblica del río de la vida, así como en El viaje del peregrino, de John Bunyan.
En verano de 1839 Cole efectuó un viaje por las Montañas Blancas de New Hampshire, donde realizó bocetos de paisajes para los que inspirarse en la elaboración de los cuadros en el taller. Al final del verano le escribió a Ward:

Espero que no deduzca que he permitido que transcurran tantos meses sin avanzar de alguna manera en su ejecución [...] es posible que la concepción poética de un tema no resulte difícil, porque es espontánea; pero el imaginar lo que quedará plasmado en luz, sombra y color —lo estrictamente pictórico— es un trabajo acumulativo de la mente.

En octubre de 1839, cuando había comenzado la Infancia, murió Ward. Pese a ello, Cole continuó la elaboración de los lienzos, que terminó en noviembre de 1840. Poco después expuso los cuadros en la National Academy of Design, en Nueva York, con gran éxito de público y crítica. Por otro lado, las dificultades que tuvo en el cobro con los herederos de Ward le llevaron a efectuar unos calcos de los cuatro lienzos, con la intención de realizar una copia de la serie. En 1841 viajó a Europa, donde su amigo George Washington Greene, embajador en Roma, le animó a realizar la copia, hecho que efectuó a su regreso en 1842. Esta segunda serie fue exhibida por varias ciudades estadounidenses con gran éxito, lo que le reportó una notable fama.
Los cuatro cuadros fueron comprados en 1845 por George K. Shoenberger (1809-1892), de Cincinnati. En 1908 fueron adquiridos por Ernst H. Huenefeld, quien los donó al Bethesda Hospital and Deaconess Association of Methodist Church de Cincinnati. El 17 de mayo de 1971 fueron comprados por la Galería Nacional de Arte de Washington por medio de la galería Hirschl & Adler de Nueva York.

## Descripción
En esta serie de cuadros el autor presenta el ciclo de la vida dividido en cuatro etapas: infancia, juventud, madurez y vejez. La vida se presenta como un río, sobre el que discurre el protagonista en cada una de las etapas montado sobre una barca: en la primera el niño surge de una cueva y empieza el viaje, cuya duración limitada está simbolizada por el reloj de arena; en las etapas intermedias sigue el curso del río pese a las dificultades que le surgen por el camino, simbolizadas por el cielo tormentoso y la tempestad que se le echa encima; por último, en la vejez el río desemboca en el mar en calma de la eternidad.
En comparación con su anterior serie de El curso del imperio, más barroca, extravagante y teatral, el ciclo de la vida es de concepción más simple e intimista, aunque con un alto sentido poético y simbólico. El viaje del peregrino, con el que el artista se sentía probablemente identificado, se muestra con cierto grado de introspección y un leve aire melancólico. Si El curso del imperio estaba representado cronológicamente por una jornada mostrada desde el amanecer hasta el crepúsculo, el equivalente temporal de El viaje de la vida son las cuatro estaciones. Compositivamente, es evidente que la serie estaba pensada para ser mostrada de forma conjunta y correlativa; así, en el primer y tercer cuadros se presenta el curso del río de izquierda a derecha, mientras que en el segundo y cuarto es al revés.
Los cuadros están firmados abajo a la izquierda: 1842 / T. Cole / Rome.

### Infancia
El viaje se inicia con un bebé montado en una barca que surca el río de la vida, guiada al timón por un ángel custodio. Está sentado sobre un lecho de flores, símbolo de la vida recién brotada. El ángel está vestido de blanco, lleva las alas desplegadas y en su cabeza resplandece una brillante luz a modo de aureola. La barca tiene un mascarón de proa en forma de figura alada que levanta en sus manos un reloj de arena, símbolo de la caducidad de la vida. La barca surge de una oscura cueva que representaría el seno materno y empieza el viaje por un río sereno bordeado de exuberante vegetación. El fondo es montañoso, mientras que a la derecha se abre un cielo sereno con una límpida luz de amanecer.

### Juventud
En esta escena el viajero es ya un joven adulto que guía él mismo el timón de la barca, saludado desde la orilla por el ángel, que levanta el brazo derecho con la mano desplegada invitándole a seguir su propio camino. El río es aún sereno y se halla bordeado de una vegetación frondosa de altos árboles. Al fondo aparece como una aparición un fabuloso castillo de color blanco, como símbolo de los sueños y ambiciones del ser humano. El cielo es azul y sereno, de pleno día.

### Madurez
La barca aparece en medio de un río más veloz que se dirige a unos rápidos entre rocas, en medio de un paisaje árido y rocoso en el que solo crece un árbol seco en la esquina inferior derecha. El peregrino es ya un hombre maduro y barbudo, que junta sus manos en señal de plegaria. El cielo es tormentoso y entre la oscuridad se vislumbra al fondo una luz anaranjada de crepúsculo. En la esquina superior izquierda aparece en una intensa luz blanca el ángel que acompaña al viajero, que contempla con impotencia como el viajero se precipita irremediablemente hacia su final.

### Vejez
El ciclo se cierra con la barca desembocando en un mar en calma (la eternidad), con el viajero ya anciano y canoso y el ángel flotando a poca altura sobre la barca mostrándole el más allá, que se abre en la esquina superior izquierda en forma de unos rayos de luz en los que flota en la lejanía otro ángel. La barca ha perdido su mascarón de proa y con ello el reloj de arena, símbolo del tiempo que ha llegado a su fin.